# Krummestruktur
|  | Sammenskrivningsforslag Artiklerne Struktur (jordbund), Krummestruktur er foreslået sammenskrevet. (Siden maj 2022) Diskutér forslaget |

Krummestruktur er den jordstruktur, der opstår, når følgende tre betingelser er opfyldt:
1. Kolloiderne skal være flokkulerede
2. Råjord og organisk stof skal være blandet
3. Kolloider, sandkorn og førnerester skal være kittet sammen

Når disse forhold er til stede, vil dyrenes lette omroden i jorden danne de brødkrummeagtige "aggregater", der tilsammen kaldes krummestruktur. Hvis de skal kunne tåle slagregn eller trafik, må de dog stabiliseres. Det sker, når bakterier og orme afgiver deres slim til jorden. Tyske forsøg har vist, at en krummestruktur, der er stabiliseret med ormeslim er mere end 15 gange så holdbar som en ikke-stabiliseret struktur.